# Luisa Žofie Šlesvicko-Holštýnsko-Sonderbursko-Augustenburská
Luisa Žofie Šlesvicko-Holštýnsko-Sonderbursko-Augustenburská (Feodora Luisa Žofie Adléta Henrieta Amálie; 8. dubna 1866, Kiel – 28. dubna 1952, Bad Nauheim) byla dcerou vévody Fridricha VIII. Šlesvicko-Holštýnského a princezny Adléty z Hohenlohe-Langenburgu.

## Rodina
Luisa se narodila jako šesté dítě a třetí dcera šlesvicko-holštýnského vévody Fridricha VIII. a jeho manželky Adléty z Hohenlohe-Langenburgu. Byla mladší sestrou německé císařovny Augusty Viktorie a šlesvicko-holštýnského vévody Arnošta Gunthera.
Luisinými prarodiči byli vévoda Kristián August II. Šlesvicko-Holštýnsko-Sonderbursko-Augustenburský a hraběnka Luisa Žofie z Danneskiold-Samsøe. Prarodiči ze strany matky byli kníže Arnošt I. Hohenlohe-Langenburský a Feodora Leiningenská, nevlastní sestra královny Viktorie.

## Manželství a potomci
Luisa se ve třiadvaceti letech 24. června 1889 provdala za pruského prince Fridricha Leopolda, jediného syna prince Fridricha Karla Pruského a princezny Marie Anny Anhaltsko-Desavské a pravnuka Fridricha Viléma III. Rozhodnutí je sezdat ukázalo, že na staré křivdy lze zapomenout (ženichův otec Fridrich Karel se podílel na pruském vítězství proti Dánsku o Šlesvicko-Holštýnsko v Dánsko-německé válce.
Velkolepá svatba se konala na zámku Charlottenburg v Berlíně. Jeden divák poznamenal, že obřady „byly prováděny se všemi nádherami, které taková událost vyžadovala, a které ukázaly, že císař je ochoten nejen upustit od tradičních okázalostí jeho předchůdců, ale spíše je ještě zvyšovat". Svatby se zúčastnilo mnoho významných osobností, jako například Luisin švagr císař Vilém a řecký král Jiří I. Luisa Žofie měla s Fridrichem Leopoldem čtyři děti:
- 1. Viktorie Markéta Pruská (17. 4. 1890 Postupim – 9. 9. 1923 tamtéž)
  - ⚭ 1913 Jindřich XXXIII. Reuss-Köstritz (26. 7. 1879 Vídeň – 15. 11. 1942 Staniszów), rozvedli se v roce 1922
- 2. Fridrich Zikmund Pruský (17. 12. 1891 Berlín – 6. 7. 1927 Lucern)
  - ⚭ 1916 Marie Luisa ze Schaumburg-Lippe (10. 2. 1897 Oldenburg – 1. 10. 1938 Postupim)
- 3. Fridrich Karel Pruský (6. 4. 1893 Postupim – 6. 4. 1917 Saint-Étienne-du-Rouvray), závodní jezdec na koni, bronzový olympijský medailista, padl v první světové válce, svobodný a bezdětný
- 4. Fridrich Leopold Pruský (27. 8. 1895 Berlín – 27. 11. 1959 Lugano), sběratel umění, během druhé světové války vězněn v koncentračním táboře Dachau, svobodný a bezdětný

Luisa několikrát zažila situaci blízké smrti. V roce 1896 se pod Luisou a jednou z jejích dam propadl led, když bruslily u paláce Glienicke v Postupimi. Ačkoli byly zachráněny, císař Vilém II. princi Fridrichovi vynadal a pod trestem zatčení byl na dva týdny zavřen do svého pokoje. Vilém byl Luisiným švagrem a pole jednoho zdroje vynadal princi Fridrichovi za jeho lhostejnost k manželce. Následujícího roku sklouzla Luisa ze sedla při jízdě na koni, který ji poté táhl určitou vzdálenost po silnici. Nakonec ji zachránil manžel a jeho pobočník.
Luisa často zastupovala svou sestru císařovnu při společenských akcích a návštěvách nemocnic. Stála před velkou osobní tragédií, protože tři z jejích dětí zemřely mladé; Fridrich Karel zemřel v roce 1917 na následky zranění, které utrpěl za první světové války, Viktorie zemřela na chřipku v roce 1923 a Fridrich Zikmund zemřel v roce 1927 po pádu z koně. Luisa zemřela 28. dubna 1952 ve věku 86 let v Bad Nauheimu v Německu.

## Vývod z předků
|                                                              |                                                                        |  |                                           |                                                          |  |  |  |  |  |  |  | Frederik Kristián I. Šlesvicko-Holštýnsko-Sonderbursko-Augustenburský |
|                                                              |                                                                        |  |                                           |                                                          |  |  |  |  |  |  |  |                                                                       |
|                                                              | Frederik Kristián II. Šlesvicko-Holštýnsko-Sonderbursko-Augustenburský |  |                                           |                                                          |  |  |  |  |  |  |  |                                                                       |
|                                                              |                                                                        |  |                                           |                                                          |  |  |  |  |  |  |  |                                                                       |
|                                                              |                                                                        |  |                                           | Šarlota Amálie Šlesvicko-Holštýnsko-Sonderbursko-Plönská |  |  |  |  |  |  |  |                                                                       |
|                                                              |                                                                        |  |                                           |                                                          |  |  |  |  |  |  |  |                                                                       |
|                                                              | Kristián August II. Šlesvicko-Holštýnsko-Sonderbursko-Augustenburský   |  |                                           |                                                          |  |  |  |  |  |  |  |                                                                       |
|                                                              |                                                                        |  |                                           |                                                          |  |  |  |  |  |  |  |                                                                       |
|                                                              |                                                                        |  |                                           | Johann Friedrich Struensee, Kristián VII. Dánský         |  |  |  |  |  |  |  |                                                                       |
|                                                              |                                                                        |  |                                           |                                                          |  |  |  |  |  |  |  |                                                                       |
|                                                              | Luisa Augusta Dánská                                                   |  |                                           |                                                          |  |  |  |  |  |  |  |                                                                       |
|                                                              |                                                                        |  |                                           |                                                          |  |  |  |  |  |  |  |                                                                       |
|                                                              |                                                                        |  |                                           | Karolina Matylda Hannoverská                             |  |  |  |  |  |  |  |                                                                       |
|                                                              |                                                                        |  |                                           |                                                          |  |  |  |  |  |  |  |                                                                       |
|                                                              | Fridrich VIII. Šlesvicko-Holštýnský                                    |  |                                           |                                                          |  |  |  |  |  |  |  |                                                                       |
|                                                              |                                                                        |  |                                           |                                                          |  |  |  |  |  |  |  |                                                                       |
|                                                              |                                                                        |  |                                           | Frederik Christian Danneskiold-Samsøe                    |  |  |  |  |  |  |  |                                                                       |
|                                                              |                                                                        |  |                                           |                                                          |  |  |  |  |  |  |  |                                                                       |
|                                                              | Kristián Konrád Danneskioldsko-Samsøeský                               |  |                                           |                                                          |  |  |  |  |  |  |  |                                                                       |
|                                                              |                                                                        |  |                                           |                                                          |  |  |  |  |  |  |  |                                                                       |
|                                                              |                                                                        |  |                                           | Frederikke Louise von Kleist                             |  |  |  |  |  |  |  |                                                                       |
|                                                              |                                                                        |  |                                           |                                                          |  |  |  |  |  |  |  |                                                                       |
|                                                              | Luisa Žofie z Danneskiold-Samsøe                                       |  |                                           |                                                          |  |  |  |  |  |  |  |                                                                       |
|                                                              |                                                                        |  |                                           |                                                          |  |  |  |  |  |  |  |                                                                       |
|                                                              |                                                                        |  |                                           | Frederik Christian Kaas                                  |  |  |  |  |  |  |  |                                                                       |
|                                                              |                                                                        |  |                                           |                                                          |  |  |  |  |  |  |  |                                                                       |
|                                                              | Henrietta Danneskioldsko-Samsøeská                                     |  |                                           |                                                          |  |  |  |  |  |  |  |                                                                       |
|                                                              |                                                                        |  |                                           |                                                          |  |  |  |  |  |  |  |                                                                       |
|                                                              |                                                                        |  |                                           | Edele Sofie Kaas Sparre til huset Nedergaard             |  |  |  |  |  |  |  |                                                                       |
|                                                              |                                                                        |  |                                           |                                                          |  |  |  |  |  |  |  |                                                                       |
| Luisa Žofie Šlesvicko-Holštýnsko-Sonderbursko-Augustenburská |                                                                        |  |                                           |                                                          |  |  |  |  |  |  |  |                                                                       |
|                                                              |                                                                        |  |                                           |                                                          |  |  |  |  |  |  |  |                                                                       |
|                                                              |                                                                        |  | Kristián Albrecht z Hohenlohe-Langenburku |                                                          |  |  |  |  |  |  |  |                                                                       |
|                                                              |                                                                        |  |                                           |                                                          |  |  |  |  |  |  |  |                                                                       |
|                                                              | Karel Ludvík Hohenlohe-Langenburský                                    |  |                                           |                                                          |  |  |  |  |  |  |  |                                                                       |
|                                                              |                                                                        |  |                                           |                                                          |  |  |  |  |  |  |  |                                                                       |
|                                                              |                                                                        |  |                                           | Karolína Stolbersko-Gedernská                            |  |  |  |  |  |  |  |                                                                       |
|                                                              |                                                                        |  |                                           |                                                          |  |  |  |  |  |  |  |                                                                       |
|                                                              | Arnošt I. z Hohenlohe-Langenburgu                                      |  |                                           |                                                          |  |  |  |  |  |  |  |                                                                       |
|                                                              |                                                                        |  |                                           |                                                          |  |  |  |  |  |  |  |                                                                       |
|                                                              |                                                                        |  |                                           | Jan Kristián II. Solmsko-Baruthský                       |  |  |  |  |  |  |  |                                                                       |
|                                                              |                                                                        |  |                                           |                                                          |  |  |  |  |  |  |  |                                                                       |
|                                                              | Amálie Henrietta ze Solms-Baruth                                       |  |                                           |                                                          |  |  |  |  |  |  |  |                                                                       |
|                                                              |                                                                        |  |                                           |                                                          |  |  |  |  |  |  |  |                                                                       |
|                                                              |                                                                        |  |                                           | Frederika Luisa Žofie Reussová z Köstritz                |  |  |  |  |  |  |  |                                                                       |
|                                                              |                                                                        |  |                                           |                                                          |  |  |  |  |  |  |  |                                                                       |
|                                                              | Adléta z Hohenlohe-Langenburgu                                         |  |                                           |                                                          |  |  |  |  |  |  |  |                                                                       |
|                                                              |                                                                        |  |                                           |                                                          |  |  |  |  |  |  |  |                                                                       |
|                                                              |                                                                        |  |                                           | Karel Bedřich Vilém Leiningenský                         |  |  |  |  |  |  |  |                                                                       |
|                                                              |                                                                        |  |                                           |                                                          |  |  |  |  |  |  |  |                                                                       |
|                                                              | Emich Karel Leiningenský                                               |  |                                           |                                                          |  |  |  |  |  |  |  |                                                                       |
|                                                              |                                                                        |  |                                           |                                                          |  |  |  |  |  |  |  |                                                                       |
|                                                              |                                                                        |  |                                           | Kristiána Solmsko-Rödelheimská                           |  |  |  |  |  |  |  |                                                                       |
|                                                              |                                                                        |  |                                           |                                                          |  |  |  |  |  |  |  |                                                                       |
|                                                              | Feodora Leiningenská                                                   |  |                                           |                                                          |  |  |  |  |  |  |  |                                                                       |
|                                                              |                                                                        |  |                                           |                                                          |  |  |  |  |  |  |  |                                                                       |
|                                                              |                                                                        |  |                                           | František Sasko-Kobursko-Saalfeldský                     |  |  |  |  |  |  |  |                                                                       |
|                                                              |                                                                        |  |                                           |                                                          |  |  |  |  |  |  |  |                                                                       |
|                                                              | Viktorie Sasko-Kobursko-Saalfeldská                                    |  |                                           |                                                          |  |  |  |  |  |  |  |                                                                       |
|                                                              |                                                                        |  |                                           |                                                          |  |  |  |  |  |  |  |                                                                       |
|                                                              |                                                                        |  |                                           | Augusta Reussová z Ebersdorfu                            |  |  |  |  |  |  |  |                                                                       |
|                                                              |                                                                        |  |                                           |                                                          |  |  |  |  |  |  |  |                                                                       |